# Vigna Santucci
Vigna Santucci è un casale a Casali, nel comune di Mentana, in provincia di Roma.

## Storia
Questo casale fu quartier generale delle truppe franco-pontificie durante la battaglia di Mentana del 1867, una targa posta all'imbocco della via di Vigna Santucci (che porta al casale) in epoca fascista trae in inganno il visitatore, in quanto fa dedurre che il casale fu quartier generale dei garibaldini.
Nel Novecento il casale fu adibito ad uso abitativo civile, mentre ora, è adibito a locale per feste.
Nel casale di Vigna Santucci, o meglio nel giardino del casale sono stati ritrovati dei reperti archeologici riconducibili a Nomentum, ora nel museo archeologico della biblioteca di Mentana.
Infatti nelle zone di Casali, site abbastanza vicino al casale della Vigna Santucci, Montedoro-Romitorio e Immaginella sono stati trovati dei reperti di Nomentum, tra cui lapidi funerarie e, a Romitorio, addirittura una cisterna con acquedotto.
Da qualche anno è sede di una dimora storica per eventi

## Architettura
Il casale ha un aspetto romanico-rurale ed è a più livelli.
L'interno presentava pregevoli arredamenti, e come attesta il nome, verosimilmente constava di una vigna e di una cantina. Le mura esterne sono in pietra rivestita di cemento e malta non dipinti. Il tetto è ricoperto da tegole a spiovente a pendenza media.